# 長崎市立諏訪小学校
長崎市立諏訪小学校（ながさきしりつ すわしょうがっこう、Nagasaki City Suwa Elementary School）は、長崎県長崎市諏訪町にある公立小学校。

## 概要
歴史
1997年（平成9年）に長崎市中心部の小学校3校（長崎市立勝山小学校・長崎市立新興善小学校・長崎市立磨屋小学校）の統廃合により長崎市立桜町小学校とともに開校した。2012年（平成24年）に創立15周年を迎えた。
旧・磨屋小学校の校地に新校舎が建設された。
校訓
「健やかな身体 和を尊ぶ豊かな心 志を支える知恵」

### 児童像
「たくましい子 やさしい子 考える子」
校歌
3番まであり、各番に「諏訪小学校」が入っており、「わが母校」で終わる。
校区
諏訪町、東古川町、銀屋町、古川町、鍛冶屋町、万屋町、浜町、油屋町（5番14号-24号を除く）、麹屋町、寺町、八幡町（1番、2番、3番5号-9号、3番30号-32号、4番1号-10号、4番18号-26号、5番1号-4号、5番19号-30号）、魚の町、栄町、賑町、築町、銅座町、出島町、江戸町、本石灰町（1番）、風頭町（1番、6番、7番、8番5号、8番14号、8番15号、8番18号、8番20号、9番-11番、17番13号、17番17号、23番1号、23番23号-25号、24番-26番）
中学校区は長崎市立桜馬場中学校

## 沿革
- 1997年（平成9年）
  - 4月1日 - 小学校3校の統合により、「長崎市立諏訪小学校」（現校名）が開校。旧・磨屋小学校跡地に新校舎が完成するまで旧・新興善小学校校舎[2]を使用。
  - 5月28日 - 開校式典を挙行。
- 2000年（平成12年）
  - 3月28日 - 旧・磨屋小学校跡地（現在地）に新校舎が完成し、移転。
  - 5月1日 - 地域交流センターを開所。
  - 6月17日 - 新校舎落成記念式典を挙行。
- 2006年（平成18年）7月19日 - 創立10周年記念式典を挙行。
- 2019年（令和元年）8月 - エアコン設置工事。

## アクセス
最寄りの路面電車停留場
- 長崎電気軌道蛍茶屋支線・桜町支線市民会館停留場下車、徒歩5-10分。

最寄りのバス停
長崎バス・長崎県営バス「公会堂前」もしくは「親和銀行前」バス停下車、徒歩5-10分。

## 周辺
- 岩永梅寿軒（和菓子）
- 中島川
- 眼鏡橋
- 長崎市民会館
- 高原中央病院
- 下村病院
- ながさき循環器病院
- 寺町に隣接しており、周辺に寺が多い。

## 関連事項
- 長崎県小学校一覧